# 利賓納
利賓納（英語：Ribena）是一種源自英國的飲品，由布里斯托大學科學家Vernon Charley於1933年首次調製，當時是為了研發一種用水果製造的糖漿，選用了在英國容易大量種植的黑加侖子作為原料。這種糖漿於1938年由H. W. Carter & Co.以Ribena為品牌推出市面，在二次大戰期間成為英國配給兒童的營養補充品，Beecham Group在1955年購入品牌，該集團於1989年與Smith, Kline & French合併組成SmithKline Beckman，再於2000年與Glaxo合併成為葛蘭素史克，期間由合併後組成的新公司繼承利賓納品牌，直至2013年9月由日本三得利購入品牌並成為其製造商。
利賓納是用黑加侖子為原料，加入蔗糖製成的糖漿，檸檬酸被加入作為調味，還有山梨酸鉀是一種延長保質期的食用防腐劑。因為利賓納富含維他命C，又比新鮮蔬果容易長期保存，所以曾經被作為營養補充劑。英國在二次大戰期間，由於海上交通線受納粹德國U型潛艇封鎖，含維他命C的蔬果如橙和檸檬等供應短缺，英國於是用境內種植的黑加侖子大量生產容易保存的利賓納糖漿，利賓納因此成為英國在二戰時期的補充營養配給品，免費供應給兒童。

## 外部連結
- 利賓納 Ribena HK的Facebook專頁
- 三得利（香港） （页面存档备份，存于）
- The Official Ribena Website UK （页面存档备份，存于）

 维基共享资源上的相關多媒體資源：利賓納